# 江保安
江保安（1946年—），山东济宁人，汉族，中华人民共和国政治人物、全国人民代表大会山东地区代表。
毕业于济宁联合大学经济管理专业。加入中国共产党。担任菱花集团董事长。2008年起担任全国人大代表。2013年，担任全国人大代表。